# Boussens (Suíça)
Boussens é uma comuna da Suíça, situada no distrito de Gros-de-Vaud, no cantão de Vaud. Tem 3,14 km² de área e sua população em 2018 foi estimada em 969 habitantes.